# ガーヴィ
ガーヴィ（伊: Gavi）は、イタリア共和国ピエモンテ州アレッサンドリア県にある、人口約4,500人の基礎自治体（コムーネ）。

## 地理

### 位置・広がり

#### 隣接コムーネ
隣接するコムーネは以下の通り。
- アルクアータ・スクリーヴィア
- ボージオ
- カッロージオ
- フランカヴィッラ・ビージオ
- ノーヴィ・リーグレ
- パローディ・リーグレ
- サン・クリストーフォロ
- セッラヴァッレ・スクリーヴィア
- タッサローロ
- ヴォルタッジョ

## 行政

### 分離集落
ガーヴィには、以下の分離集落（フラツィオーネ）がある。
- Alice, Monterotondo, Pratolungo, Rovereto